# Csopak
Csopak is een dorp in Hongarije en ligt aan de noordkant van het Balatonmeer en op 15 km ten zuiden van Veszprém.
Deze plek werd al door Romeinen bewoond. De eerste vermelding van Csopak dateert uit 1277. Nu staan er vakantiehuizen met vaak meerdere verdiepingen. Aan het strand zijn waterbronnen met koolzuurhoudend water, dat vooral door mensen met maag-en galziektes wordt gedronken. In de omgeving vindt wijnbouw plaats: de csopaki-olaszrizling is een licht-droge witte wijn.
In 1955 werd in de Málom-Csárda, de romantische film Ich denke oft an Piroschka opgenomen met de Oostenrijkse actrice Liselotte Pulver en haar film-vader Gustav Knuth. Hij speelde ook de vader-hertog Max van keizerin "Sissi" in de gelijknamige films, die eveneens in 1955 en 1956 zijn gedraaid.

## Partnergemeenten
De partnergemeenten van Csopak zijn Kavarna (Bulgarije), Myślenice (Polen), Ortovero (Italië) en Sovata (Roemenië).